# 拜特莱海姆·达维德
拜特莱海姆·达维德（匈牙利語：Betlehem Dávid，2003年9月4日—），匈牙利男子游泳运动员，2022年世界游泳锦标赛混合团体6公里接力银牌得主、2023年世界游泳锦标赛混合团体6公里接力银牌得主。